# マツダ・CX-4
CX-4（シーエックス-フォー）は、マツダが製造・販売するクロスオーバーSUVである。一汽馬自達（マツダ）を介しての中国市場専売車種。

## 概要
2016年6月、中国で発売。中国国内において、CX-7の後継車種として販売される。2015年のフランクフルト・モーターショーで初公開されたコンセプトカー「越」（コエル・KOERU）を市販化したもの。
コンセプトはヤング・ライフスタイル・エリート（お金も教養もあり新しい価値観を持つ人たち）をターゲットにした「エクスプローリング・クーペ」。CX-5のプラットフォームをベースにしつつ、全高を180mm、ボンネット高さを70mm下げ、前輪のサスペンションやリア部分のフロア、燃料タンクを新設計し、車高を下げつつ操縦安定性や衝突安全性を保った。
中国市場における（長安を含む）他のマツダ車同様、全車SKYACTIV-Gのみの設定で、SKYACTIV-Dの設定はない。これは、中国における軽油の品質問題からディーゼルエンジンを投入できないためだという。搭載されるエンジンは、2.0 L（PE-VPS 117 kW）と 2.5 L（PY-VPS 143 kW）の 2種類で、2.0 Lエンジンモデルは前輪駆動のみで、トランスミッションは6速MTとスカイアクティブドライブオートマチックトランスミッションが選択可能。2.5 LエンジンモデルはAWDとなり、6速ATを標準装備する。

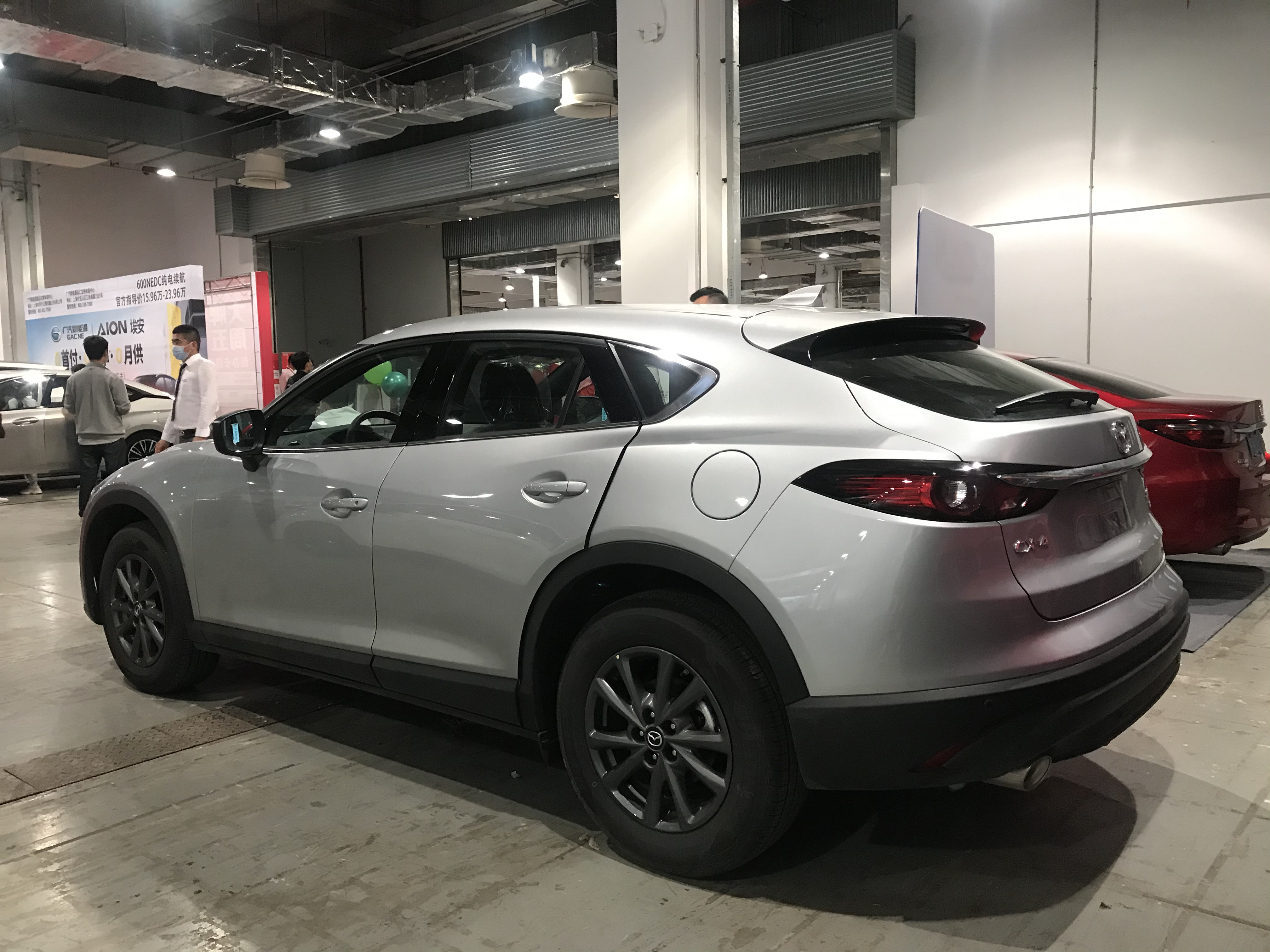
2020改良型 リア

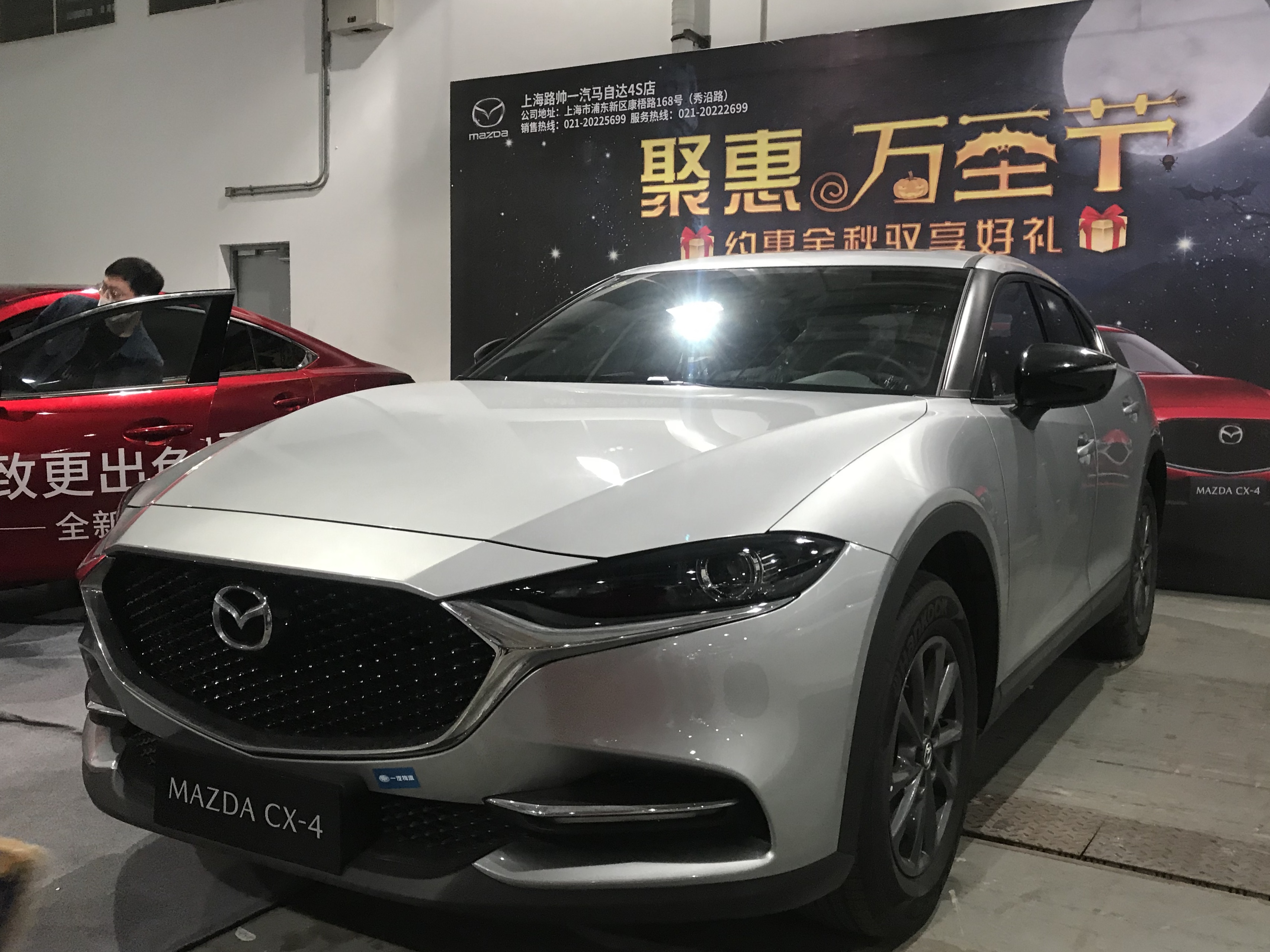
2020年改良型 フロント

## 年表
- 2015年9月 - フランクフルトモーターショーにてコンセプトカー・越を発表[7]。
- 2016年
  - 3月4日 - 北京モーターショーにて世界初公開することを発表[8]。
  - 4月25日 - 北京モーターショーにて世界初公開[2]。
  - 11月18日 - 「2017中国カーデザイン・オブ・ザ・イヤー」を受賞[9]。

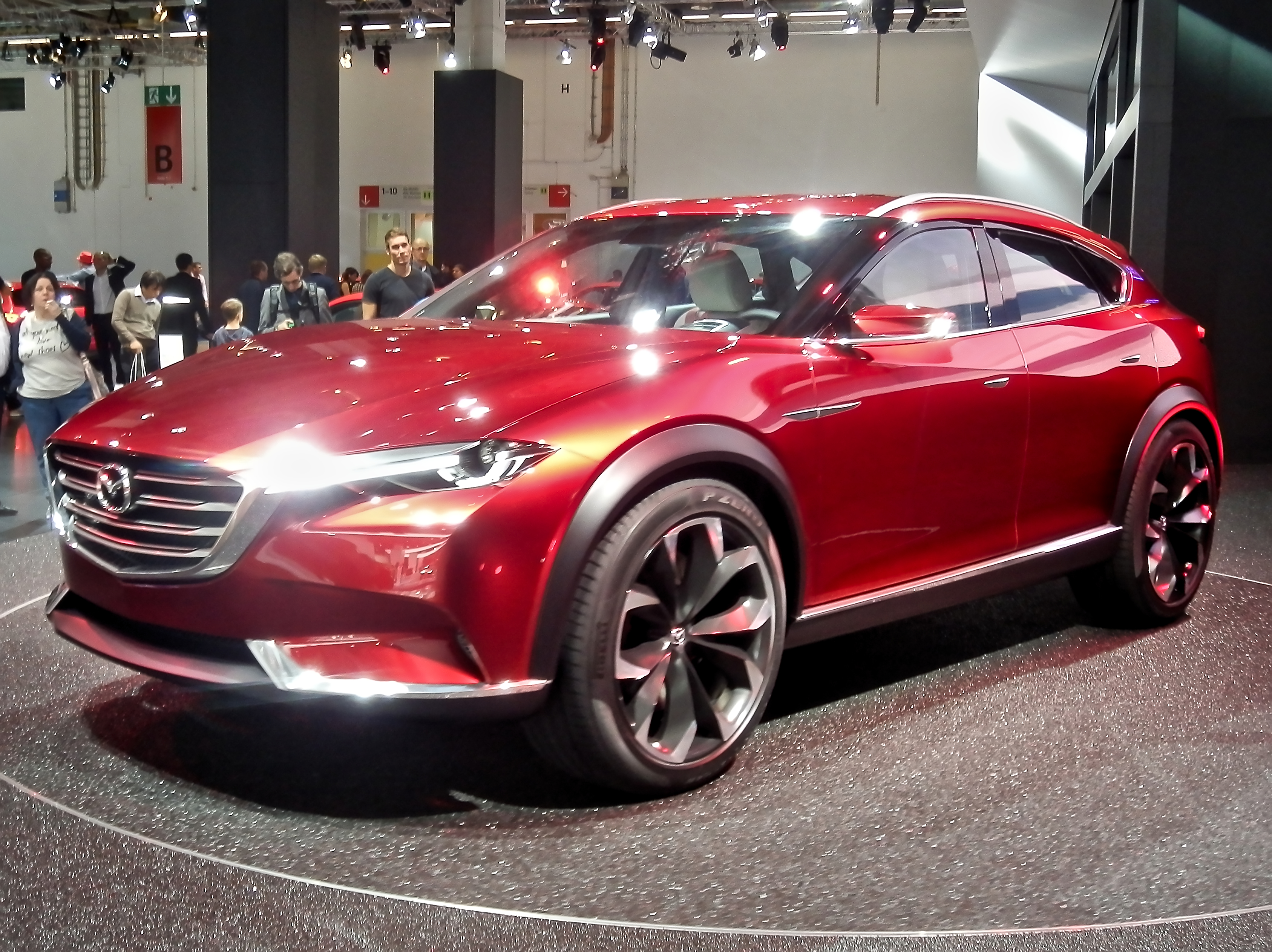
越（フロント・2015年）
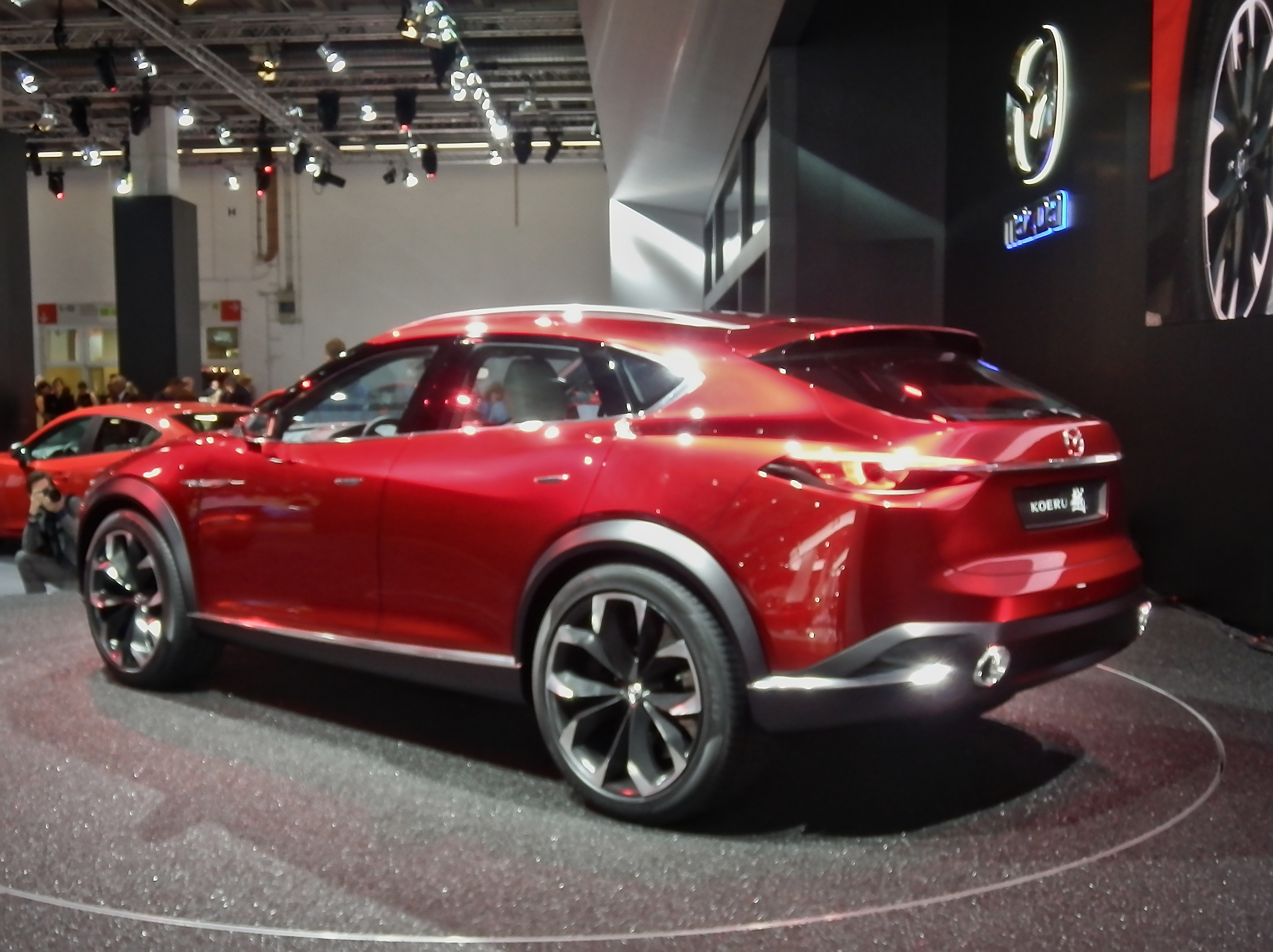
越（リア・2015年）